# Campeonato Peruano de Fútbol de 1915
El Campeonato Peruano de Fútbol de 1915, denominado como «IV Campeonato de la Liga Peruana de Football 1915», fue la 4.ª edición de la Primera División del Perú y la 4.ª edición realizada por la ADFP. El Campeón fue el Sport José Gálvez de La Victoria, quien obtuvo su primer título y la Copa Felipe Ríos.
Se desarrolló entre el 5 de mayo al 9 de septiembre de 1915, con la participación de siete clubes de Lima y Callao bajo el sistema de todos contra todos en dos ruedas.
El Sport José Gálvez de la Victoria y el Centro Unión Sport Miraflores ascendieron de la 2.ª División de 1914
Sporting Fry que debió descender en el torneo de 1.ª División de 1914, fue readmitido para el Torneo del año 1915, pero finalmente descendió de categoría conjuntamente con los clubes Lima Crickett and F.B.C. y Atlético Grau No 1 que no participaron en la competencia
El Club Jorge Chávez No 1 Lima, solicitó Licencia para no participar en el Torneo de 1.ª División de 1915 a la Directiva de la Liga Peruana de Futbol.  
La organización del Torneo estuvo a cargo de la Liga Peruana de Foot Ball (LPFB), base de la Liga Distrital de Futbol de Lima - Cercado y de la Asociación Deportiva de Fútbol Profesional (ADFP).

## Ascensos y descensos
| Club                  | Ascendido como              |
| --------------------- | --------------------------- |
| Sport José Gálvez     | 1º en Segunda División 1914 |
| Unión Miraflores      | 2º en Segunda División 1914 |
| Sportivo Jorge Chávez | 3º en Segunda División 1914 |

| Club                      | Descendido como                 |
| ------------------------- | ------------------------------- |
| Association Football Club | Retiro en Primera División 1914 |

## Equipos participantes
| Club                  | Ciudad            | Fundación |
| --------------------- | ----------------- | --------- |
| Atlético Peruano      | Rímac, Lima       | 1910      |
| Sportivo Jorge Chávez | Callao, Callao    | 1913      |
| Sport Alianza         | La Victoria, Lima | 1901      |
| Sport Inca            | Rímac, Lima       | 1908      |
| Sport José Gálvez     | La Victoria, Lima | 1907      |
| Sporting Fry (*)      | Cercado, Lima     |           |
| Unión Miraflores      | Miraflores, Lima  | 1911      |

(*) Sporting Fry descendió en el campeonato de 1914, sin embargo como tres equipos se retiraron del campeonato de 1915 ocupó la categoría de uno de ellos.

## Tabla de posiciones
El primer puesto de la tabla fue empatado por los Clubes Sport José Gálvez y Atlético Peruano No 1 respectivamente, el tercer lugar fue ocupado por Sport Alianza.
La Liga Peruana de Futbol de acuerdo a las bases decidió que el Sport José Gálvez de La Victoria obtuviera el título de Campeón y la Copa Felipe Ríos .[cita requerida]
| Pos. | Equipo            | PTOS |
| ---- | ----------------- | ---- |
| 1º   | Sport José Gálvez | 14   |
| 2º   | Atlético Peruano  | 14   |
| 3º   | Sport Alianza     | 12   |
| 4º   | Unión Miraflores  | 11   |
| 5º   | Sport Inca        | 6    |
| 6º   | Jorge Chávez      | 6    |
| 7º   | Sporting Fry      | 0    |

|  |          |
|  | Campeón  |
|  | Descenso |

|                             |
| Campeón Nacional            |
| Sport José Gálvez 1º título |
|                             |

## Equipos no participantes
- Lima Cricket - No se presentó al Torneo y descendió de categoría.
- Atlético Grau N°1 - No se presentó al Torneo y descendió de categoría.
- Jorge Chávez N°1- Solicitó Licencia a la Directiva de la Liga Peruana de Futbol.

## Equipos ascendidos
- Sport Juan Bielovucic - Asciende de la 2.ª División de 1915
- Sport Tacna N.º 1 - Clasificado a la 1.ª Div. 1916

## Enlaces
- Espectáculo y autogobierno del fútbol, capítulo 4 de La difusión del fútbol en Lima, tesis de Gerardo Álvares Escalona, Biblioteca de la Universidad Nacional Mayor de San Marcos
- Tesis Difusión del Fútbol en Lima
- De Chalaca:El génesis
- retrofutbolas:Campeones y subcampeones del Fútbol Peruano